# Pojske
Pojske su naseljeno mjesto u gradu Zenici, Federacija Bosne i Hercegovine, BiH.
Nalaze se kod ušća Pošćanske rijeke u Kočevu.

## Povijest
Pojske kao samostalno naseljeno mjesto postoje od popisa 1991. godine. Prije tog popisa naselja koja danas obuhvaća bila su samostalna naseljena mjesta Konjevići, Poratje, Šušanj, Rebrovac i Vrselje.

## Stanovništvo

### Popis 1991.
| Pojske             |                |
| godina popisa      | 1991.          |
| Muslimani          | 1.750 (65,69%) |
| Hrvati             | 905 (33,97%)   |
| Srbi               | 2 (0,07%)      |
| Jugoslaveni        | 5 (0,18%)      |
| ostali i nepoznato | 2 (0,07%)      |
| ukupno             | 2.664          |

### Popis 2013.
| Pojske             |                |
| godina popisa      | 2013.          |
| Bošnjaci           | 1.735 (94,19%) |
| Hrvati             | 78 (4,23%)     |
| Srbi               | 1 (0,05%)      |
| ostali i nepoznato | 28 (1,52%)     |
| ukupno             | 1.842          |

## Znamenitosti
Nekropola stećaka.